# بین کاله و دوور
«بین کاله و دوور» (انگلیسی: Between Calais and Dover) یک فیلم صامت و کوتاه فرانسوی به کارگردانی ژرژ ملی‌یس است که در سال ۱۸۹۷ منتشر شد. در این فیلم دختر ژرژ ملی‌یس نیز بازی کرده است.